# Таллінн
Та́ллінн (ест. Tallinn, дос. «данський замок») — столиця, найбільше місто та головний порт Естонії. Розташований на березі Фінської затоки, на півночі країни. Великий пасажирський і вантажний морський порт.

## Назва

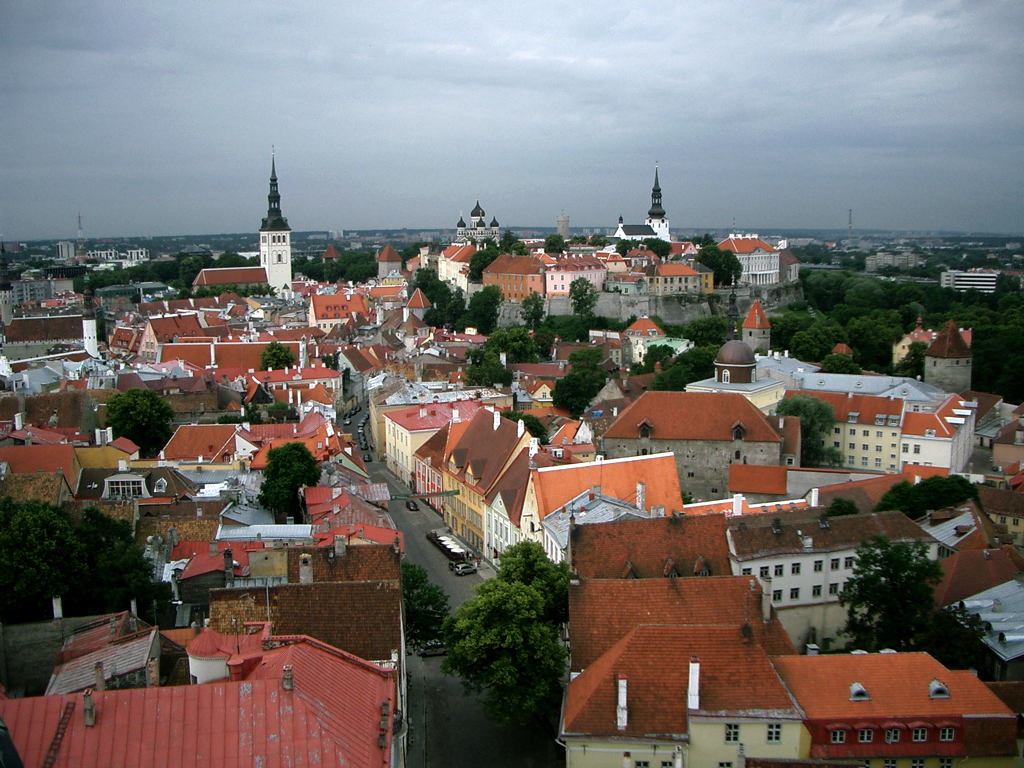
Старе місто

Вважається, що назва міста походить від слів «taani linn», що означає данський замок/місто. Однак, можливо також походження від «tali linn» (зимовий замок).
Перша згадка про Таллінн, імовірно, датується 1154 р., коли арабський географ Мухаммад аль-Ідрісі описав у своїй праці місто під назвою Коливань (у написанні Quoluwany). Час проникнення цього топоніма в усну традицію, а також обставини заснування міста поки невідомі. У давньоруських письмових джерелах назва трапляється з 1223 року і виходить з ужитку тільки у XVIII столітті.
Відомий лінгвіст професор Костянтин Тищенко дійшов висновку, що подібні назви принесені місіонерами кельтської церкви, в пам'ять про святого Колумбана.
У «Хроніці Лівонії» Генріха Латвійського (1-ша половина XIII століття), написаної латиною, використовується скандинавська назва Лінданісе (дан. Lyndanisse, швед. Lindanäs).
Пізніше скандинави й німці називали місто Ре́валь (Reval).
Російська назва міста Ревель була запозичена з німецької мови і стала офіційною після приєднання завойованої в ході Північної війни Естонії до Російської імперії. 1719 року була утворена Ревельська губернія.
7 грудня 1988 року на сесії Верховної Ради Естонської РСР була прийнята поправка до російського тексту Конституції СРСР, відповідно до якої назва міста стала писатися з двома «н» («Таллинн»). Ця реформа пояснювалася прагненням привести російське написання у відповідність з естонським.

## Історія

### Від давніх часів до XVII століття
Місто було засноване в землі Рявала в XI столітті; на пагорбі Тоомпеа були зведені перші оборонні споруди — дерев'яні укріплення.

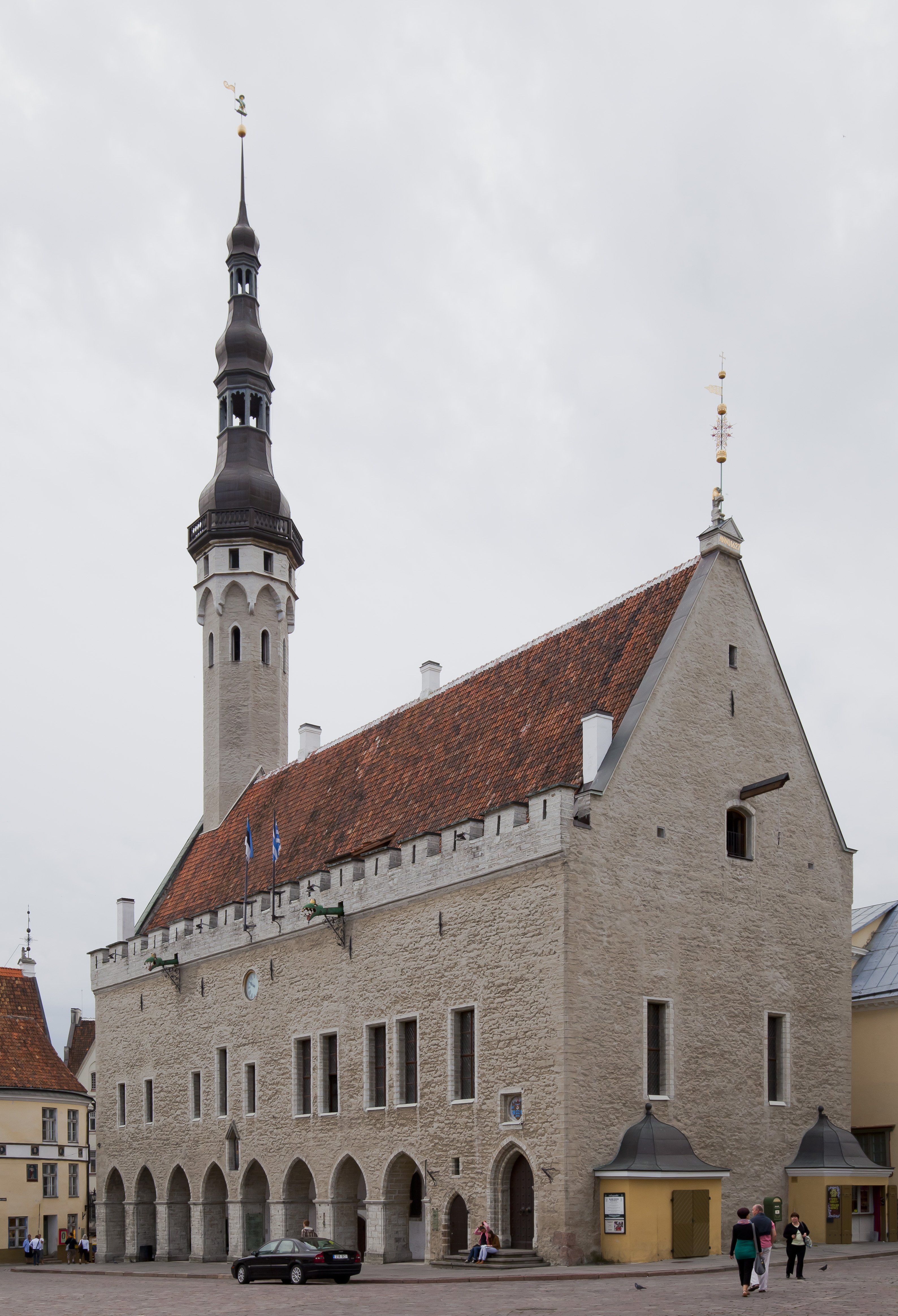
Будівля Талліннської ратуші.

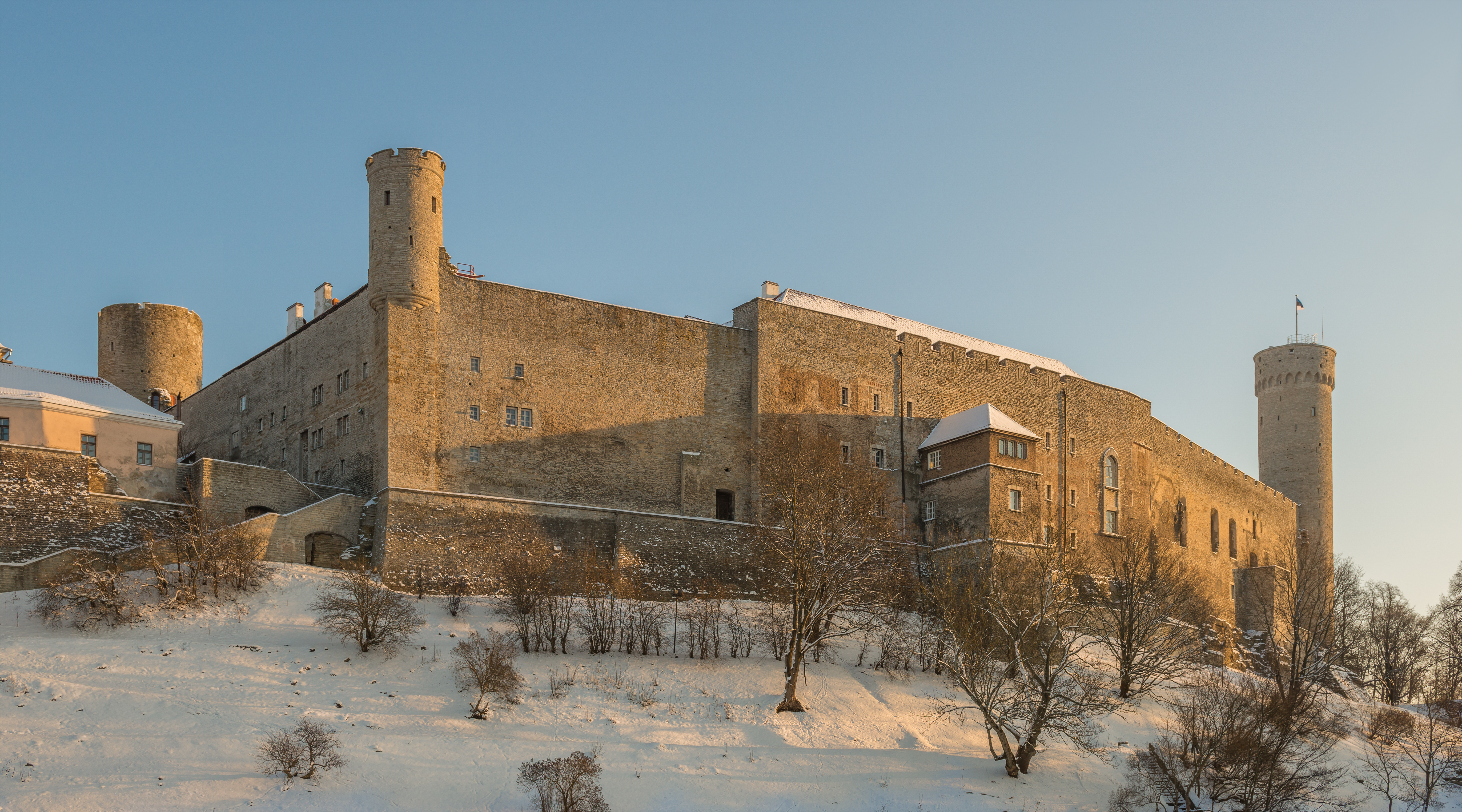
Замок Тоомпеа.

Поселення, що існувало на місці нинішнього Таллінна, вперше згадується 1154 року, у праці арабського географа аль-Ідрісі як Quoluwany, який схарактеризував його як «маленьке місто, скоріше схоже на фортецю», відзначивши при цьому велику гавань. У руських літописах фортеця згадується як Коливань.
У 1219 році захоплений данцями. «Лівонська хроніка» Генріха Латвійського свідчить, що влітку того року велике військо під командуванням самого Вальдемара II (Waldemar II) висадилося на берег у землі Рявала і данці «влаштувалися в Лінданісі, який раніше був городищем ряваласців, і зруйнували старе городище, та стали інше, нове будувати».
Ставши данським, місто переживало постійні набіги естів і німецького Ордена мечоносців, який до того часу вже опанував території сучасної Латвії і південної Естонії.
1227 року Ревель захопили мечоносці. У 1238—1346 роках знову належав Данії. 1346 року Данія продала свою частину Естландії великому магістрові Тевтонського ордена, який незабаром передав її ландмейстеру Тевтонського ордена в Лівонії. 1347 року місту Ревель підтвердили його привілеї.
Початок XV — середина XVI сторіччя — золота доба стародавнього Ревеля: місто входило в Ганзейський союз і відігравало важливу роль у регіоні Балтійського моря. Економічне піднесення тих часів сприяло не тільки ґрунтовному укріпленню кордонів міста, але також створило всі передумови для активної творчості — створення архітектурних і художніх цінностей. Проте ослаблення Лівонського ордена і економічний занепад під час Лівонської війни привели до втрати містом колишнього значення.
У 1561—1710 роках Ревель у складі Швеції. У цей період місто переживало нове піднесення, розширилася діяльність талліннських ремісників, з'явилася перша мануфактура. Набув поширення рух Реформації. Зросла кількість навчальних закладів, 1631 р. заснована найдавніша постійно діюча школа Естонії (Гімназія Густава Адольфа), до кінця шведського періоду більшість городян були грамотними. З'явилися друкарні. 1637 року була видана перша книга естонською мовою.

### XVII—ХІХ століття
У 1710 році в ході Північної війни місто було завойоване Московським царством. Уся Естонія зазнала жорстоких втрат від воєнних дій, голоду і чуми, не став винятком і Ревель, у якому 11 серпня 1710 року почалася епідемія чуми. 18 серпня 1710 року до міста підступили російські війська під командуванням генерала Християна Баура і тримали місто в облозі до 30 вересня 1710 року, коли місто було здане. Під час облоги активних бойових дій не велося. До початку 1711 року в місті померли від чуми близько 15 тисяч людей. Після закінчення Північної війни Ревель став швидко облаштовуватися, попри те, що головним центром Російської імперії на Балтиці після Санкт-Петербурга стала Рига.
У 1783—1796 роках Ревель був центром Ревельського намісництва Російської імперії.
До кінця XIX століття тривав бурхливий розвиток ревельської промисловості, зросло значення порту.

### XX—XXI століття
У 1918 році в Ревелі була проголошена незалежність Естонії. Проте за умовами Берестейського мирного договору (стаття IV) між Німеччиною і більшовиками, що прийшли в 1917 році до влади в Росії, країна була окупована німцями.
У 1919 році Ревель уперше отримав сучасну естонську назву — Tallinn.
Під час Визвольної війни 1918—1920 років молода Естонська республіка взяла участь у Поході на Петроград білогвардійської Північно-західної армії — всього 20 тисяч багнетів і шабель: 17,5 тисяч росіян і 2,5 тисячі естонців. Після закулісних переговорів із більшовиками з жовтня 1919 р. (у розпал боїв за Петроград), поразки Північно-західної армії й інтернування її на території Естонії, 2 лютого 1920 року був підписаний Тартуський мирний договір між РРФСР і Естонією — Таллінн став столицею держави, визнаної у цей момент тільки ніким не визнаним урядом Радянської Росії.
З 1925 року офіційною назвою міста стала форма Tallinna. 1933 року повернули назву Tallinn.
У період незалежності Таллінн розвивався загалом досить успішно. Було засновано Талліннський педагогічний і Талліннській політехнічний інститути, Академію мистецтв. Великі підприємства епохи Російської імперії, що орієнтувалися переважно на російський ринок, в 1920-ті роки були або закриті, або перепрофільовані. На початку 1920-х років велике значення для міста мав транзит радянських вантажів, який у 1924 році досяг максимуму (346 тис. тонн). Але після придушення повстання естонських комуністів 1 грудня 1924 року обсяг транзитних перевезень вже наступного року скоротився в 2,6 рази, а до 1938 року до 1,6 тис. тонн. З середини 1930-х років після виходу з важкої економічної кризи (1929—1933) почався розвиток промисловості.
Унаслідок підписання секретного додаткового протоколу про розмежування сфер інтересів до Договору про ненапад між Німеччиною і СРСР від 23 серпня 1939 року Естонія була включена до сфери інтересів СРСР. У червні 1940 року Естонія була окупована Радянським Союзом і Таллінн став столицею Естонської Радянської Соціалістичної Республіки (ЕРСР).
У роки Другої світової війни місто було сильно зруйноване. Радянські війська окупували Таллінн 23 дні — з 5 по 28 серпня 1941 року, після чого змушені були його залишити. 9 та 10 березня 1944 року радянська авіація завдала бомбового удару по німецьких військах, розміщеним у місті.
Місто було знову окуповане радянськими військами 22 вересня 1944 року в ході Талліннської операції.
У рамках літніх Олімпійських ігор 1980 року в Таллінні була проведена олімпійська регата.
У 1988 році в Таллінні виник перший в СРСР антикомуністичний суспільно-політичний рух — Народний фронт. У червні-вересні 1988 року в Таллінні пройшли масові співочі заходи, що увійшли в історію як «Співоча революція».
З 1991 року, після розпаду СРСР Таллінн стає столицею незалежної естонської держави.
У 1997 році історичну частину Таллінна — Старе місто — внесено до списку Світової спадщини ЮНЕСКО.

## Географія

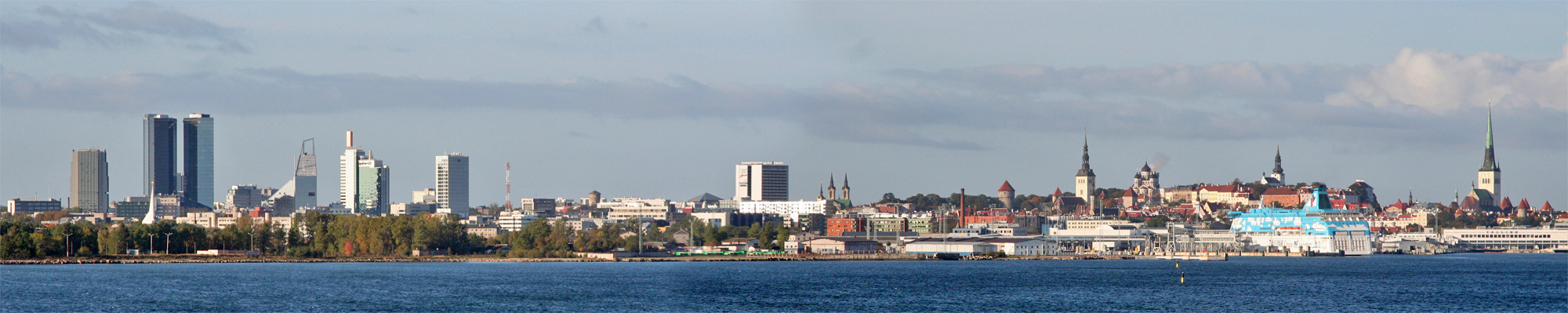
Панорама Таллінна.

Таллінн знаходиться в Східній Європі, на південному березі Фінської затоки, за 80 кілометрів від Гельсінкі. Географічно і культурно Таллінн є частиною Північної Естонії. Найбільше озеро Таллінна — Юлемісте (площа 9,6 км²). Це головне джерело питної води міста. Озеро Харку — друге за величиною (площа — 1,6 км²). На відміну від багатьох великих міст, єдина значна річка в Таллінні — Піріта — розташована далеко від центру міста (зараз — міський район Піріта). Басейн річки знаходиться під охороною через його мальовничість.
По території міста проходить вапняковий уступ (Балтійсько-Ладозький). Він чітко простежується у Тоомпеа і в Ласнамяє.
Найвища точка Таллінна (64 метра над рівнем моря) знаходиться на південному заході міста в районі Нимме.
Довжина берегової лінії — 46 кілометрів. У межах міста вона утворює три великі півострови: Коплі, Пальяссааре і Какумяе, чотири затоки: Талліннська, Пальяссааре, Копліська і Какумяе.

## Клімат
Клімат морський, з частими відлигами взимку. Середня температура лютого −5,8 °C, липня +16,4 °C. Переважають західні і південно-західні вітри. Опадів випадає до 600 мм на рік.
| Клімат Таллінна                | Клімат Таллінна | Клімат Таллінна | Клімат Таллінна | Клімат Таллінна | Клімат Таллінна | Клімат Таллінна | Клімат Таллінна | Клімат Таллінна | Клімат Таллінна | Клімат Таллінна | Клімат Таллінна | Клімат Таллінна | Клімат Таллінна |
| Показник                       | Січ.            | Лют.            | Бер.            | Квіт.           | Трав.           | Черв.           | Лип.            | Серп.           | Вер.            | Жовт.           | Лист.           | Груд.           | Рік             |
| Абсолютний максимум, °C        | 9,2             | 10,2            | 15,9            | 25,2            | 29,7            | 31,2            | 32,3            | 31,2            | 28,5            | 21,8            | 13,4            | 10,7            | 32,3            |
| Середній максимум, °C          | −2              | −2,2            | 1,7             | 7,8             | 15,0            | 19,0            | 21,0            | 19,7            | 14,3            | 9,1             | 3,6             | 0,1             | 9,0             |
| Середня температура, °C        | −4,5            | −5              | −1,6            | 3,5             | 9,9             | 14,2            | 16,5            | 15,5            | 10,6            | 6,1             | 1,4             | −2,3            | 5,4             |
| Середній мінімум, °C           | −7,3            | −8              | −4,6            | −0,1            | 5,2             | 9,7             | 12,2            | 11,7            | 7,3             | 3,3             | −0,8            | −5              | 2,0             |
| Абсолютний мінімум, °C         | −33             | −31             | −26,2           | −17,2           | −4,3            | 0,0             | 4,4             | 1,7             | −4,7            | −10,5           | −21,3           | −32,2           | −33             |
| Температура води, °C           | 1,0             | 0,5             | 0,6             | 2,3             | 6,5             | 11,8            | 16,2            | 16,7            | 13,0            | 9,5             | 6,0             | 2,8             | 7,3             |
| Норма опадів, мм               | 50              | 31              | 32              | 34              | 35              | 58              | 79              | 85              | 86              | 72              | 74              | 60              | 696             |
| ------------------------------ | --------------- | --------------- | --------------- | --------------- | --------------- | --------------- | --------------- | --------------- | --------------- | --------------- | --------------- | --------------- | --------------- |
| Джерело: Погода і клімат ЕСІМО |                 |                 |                 |                 |                 |                 |                 |                 |                 |                 |                 |                 |                 |

## Населення
Станом на 1 січня 2012 року в місті мешкають 416 144 осіб, з яких близько 22 відсотків не є громадянами Естонії. Місто є одним із перших у Євросоюзі за кількістю негромадян.
Серед мов, окрім найвживанішої естонської, у місті є розповсюдженими англійська, фінська та російська.
| Рік       | 1372 | 1772 | 1816   | 1834   | 1851   | 1881   | 1897   | 1925    | 1959    | 1989    | 1996    | 2000    | 2006    | 2007    | 2011    | 2012    |
| --------- | ---- | ---- | ------ | ------ | ------ | ------ | ------ | ------- | ------- | ------- | ------- | ------- | ------- | ------- | ------- | ------- |
| Населення | 3250 | 6954 | 12 000 | 15 300 | 24 000 | 45 900 | 58 800 | 119 800 | 283 071 | 478 974 | 427 500 | 400 378 | 399 108 | 400 911 | 415 416 | 416 144 |

### Національний склад
| Нації   | 1820      | 1820 | 1871      | 1871 | 1881      | 1881 | 1897      | 1897 | 1913      | 1913 | 1917      | 1917 | 1918      | 1918 | 1922      | 1922 | 1934      | 1934 |
| Нації   | кількість | %    | кількість | %    | кількість | %    | кількість | %    | кількість | %    | кількість | %    | кількість | %    | кількість | %    | кількість | %    |
| ------- | --------- | ---- | --------- | ---- | --------- | ---- | --------- | ---- | --------- | ---- | --------- | ---- | --------- | ---- | --------- | ---- | --------- | ---- |
| Всього  | 12 902    | 100  | 29 162    | 100  | 45 880    | 100  | 58 810    | 100  | 116 132   | 100  | 156 350   | 100  | 105 789   | 100  | 122 419   | 100  | 137 792   | 100  |
| естонці | 4486      | 34,8 | 15 097    | 51,8 | 26 324    | 57,4 | 40 406    | 68,7 | 83 133    | 71,6 | 90 000    | 57,7 | 86 035    | 81,3 | 102 568   | 83,8 | 117 918   | 85,6 |
| росіяни | 2304      | 17,9 | 3300      | 11,3 | 5111      | 11,1 | 6008      | 10,2 | 13 275    | 11,4 | 40 000    | 25,6 | 5188      | 4,9  | 7513      | 6,2  | 7888      | 5,7  |
| німці   | 5540      | 42,9 | 10 020    | 34,4 | 12 737    | 27,8 | 10 297    | 17,5 | 12 424    | 10,7 | 13 000    | 8,3  | 7691      | 7,3  | 6904      | 5,6  | 6575      | 4,8  |
| інші    | 572       | 4,4  | 745       | 2,5  | 1708      | 3,7  | 2099      | 3,6  | 7600      | 6,5  | 13 350    | 8,4  | 6875      | 6,3  | 5434      | 4,4  | 5411      | 3,9  |

| Нації    | 1959      | 1959 | 1970      | 1970 | 1979      | 1979 | 1989      | 1989 | 2000      | 2000 | 2010      | 2010 |
| Нації    | кількість | %    | кількість | %    | кількість | %    | кількість | %    | кількість | %    | кількість | %    |
| -------- | --------- | ---- | --------- | ---- | --------- | ---- | --------- | ---- | --------- | ---- | --------- | ---- |
| Всього   | 281 714   | 100  | 362 706   | 100  | 428 537   | 100  | 478 974   | 100  | 400 378   | 100  | 399 340   | 100  |
| естонці  | 169 697   | 60,2 | 201 908   | 55,7 | 222 218   | 51,9 | 227 245   | 47,4 | 215 114   | 53,7 | 220 767   | 55,3 |
| росіяни  | 90 594    | 32,2 | 127 103   | 35,0 | 162 714   | 38,0 | 197 187   | 41,2 | 146 208   | 36,5 | 145 027   | 36,3 |
| українці | 7277      | 2,6  | 13 309    | 3,7  | 17 507    | 4,1  | 22 856    | 4,8  | 14 699    | 3,7  | 13 968    | 3,5  |
| білоруси | 3683      | 1,3  | 7158      | 2,0  | 10 261    | 2,4  | 12 515    | 2,6  | 7938      | 2,0  | 7342      | 1,8  |
| фіни     | 1650      | 0,6  | 2852      | 0,8  | 2996      | 0,7  | 3271      | 0,7  | 2436      | 0,6  | 2299      | 0,6  |
| євреї    | 3714      | 1,3  | 3750      | 1,0  | 3737      | 0,9  | 3620      | 0,8  | 1598      | 0,4  | 1347      | 0,3  |
| інші     | 1416      | 0,5  | 6626      | 1,8  | 9104      | 2,1  | 12 280    | 2,6  | 12 385    | 3,1  | 8590      | 2,2  |

## Частини міста

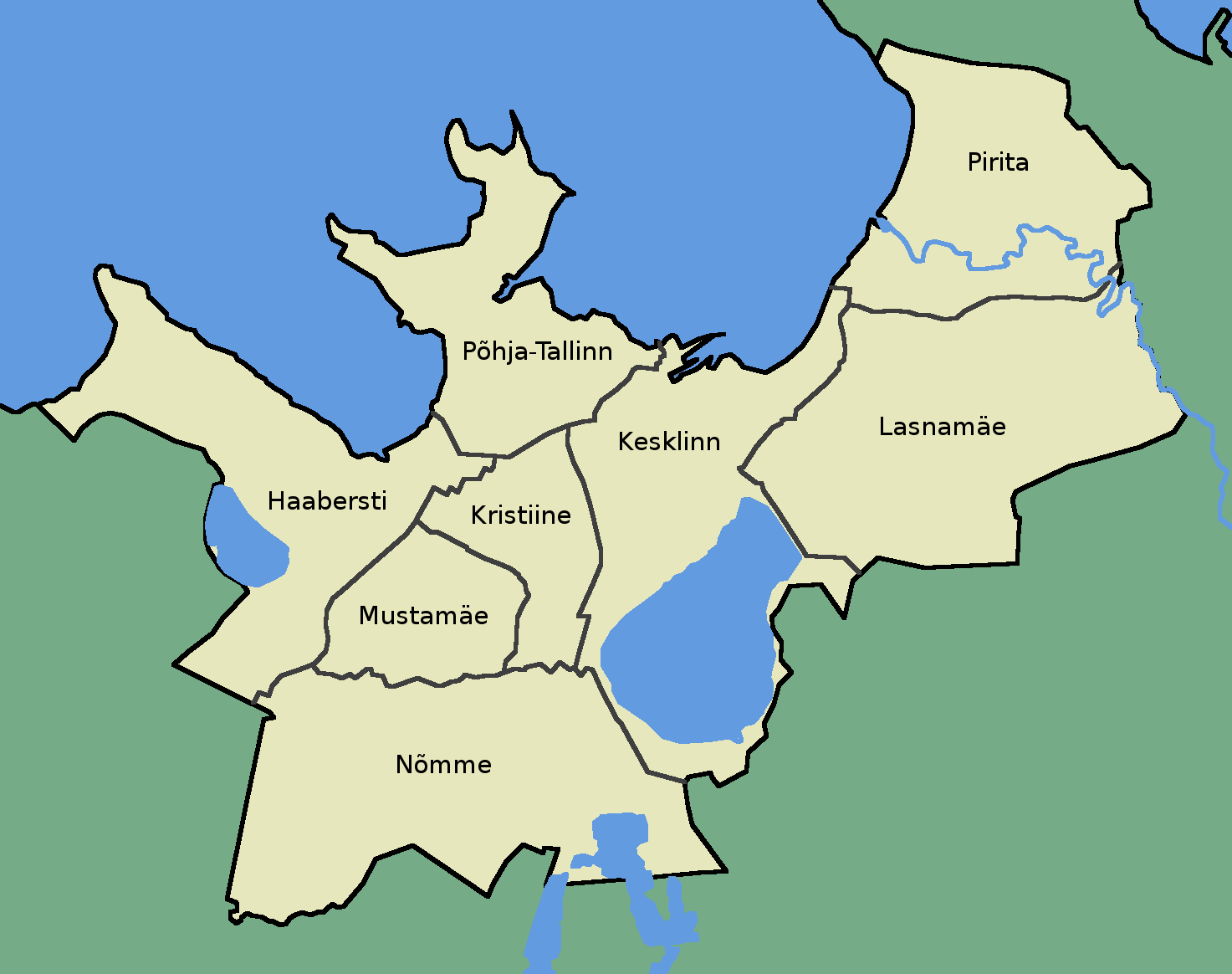
Частини міста Таллінна

- Кесклінн (центр міста)
- Крістійне
- Ласнамяє
- Мустамяє
- Нимме (район)
- Піріта (район)
- Пиг'я-Таллінн
- Гааберсті

## Культура
Таллінн — головний культурний осередок країни, тут працюють головні естонські театри, музеї, численні кінотеатри, бібліотеки, клуби, інші заклади культури та дозвілля.

### Старе місто
Старе місто (ест. Vanalinn) — найстаріша частина Таллінна, саме тут з'явилися перші поселення. Утворює центральну частину району Кесклінн.
Старе місто занесено до списку світової спадщини ЮНЕСКО. Від XI—XV століття до наших днів збереглася велика частина будівель, мережа середньовічних вулиць і велика частина стіни (одна з найбільш збережених стародавніх міських стін у Північній Європі). У Старому місті знаходяться побудована в 1404 році Талліннська ратуша, церква Святого Миколая, церква Святого Олафа (Ольовісте) (до кінця XIX століття — найвища будівля світу), церква Святого духа, Домський собор, Домініканський монастир, а також православний собор Олександра Невського і церква Миколи Чудотворця.
Вишгород (ест. Toompea) є частиною Старого міста. У XII—XIV століттях на Вишгороді був побудований орденський замок Тоомпеа (ест. Toompea loss). Над замком височіє 48-метрова вежа «Довгий Герман» (ест. Pikk Hermann), яка була зведена в 1360—1370 роках. Прапор на вершині Довгого Германа є одним із символів Естонії. У перебудованому замку Тоомпеа розташований парламент Естонії Рійгікогу.
У Вишгороді також розташований побудований в 1900 році собор Олександра Невського.
Площа Вана Тург — колишня ринкова площа, що розташована в старому місті.

### Олександро-Невський собор
Православний Олександро-Невський собор був зведений в 1900 році на честь чудесного порятунку імператора Олександра III в залізничній аварії 17 жовтня 1888 р. З восьми запропонованих варіантів для зведення собору найкращим місцем виявилася площа перед губернаторським палацом (нині будівля парламенту). Собор був урочисто освячений 30 квітня 1900 року. За естонськими переказами, на місці собору була могила національного естонського героя Калевіпоега. Влада збиралася знести храм в 1924 році, у період першої незалежності Естонії, а також під час німецької окупації. На початку 1960-х років собор хотіли перебудувати в планетарій, однак він був врятований єпископом Олексієм Рідігером — майбутнім Патріархом Алексієм II.
Зараз собор Олександра Невського є Кафедральним православним собором Таллінна та Естонії.

### Церква Миколи Чудотворця
Церкву Миколи Чудотворця на вулиці Вене побудували 1820 року на місці старої церкви і вона стала першим купольною будівлею в Старому місті. Церква побудовано за проєктом архітектора Луїджі Руска, складеним 1807 року. Будівля розташована на вузькій ділянці, має класичні форми колон, на бічних фасадах — напівколони. Церква має дві чотиригранні вежі-дзвіниці і один головний купол. Першу православну церкву на вулиці Сулевімягі, яку побудували новгородські купці, в XV столітті перенесли на вулицю Відні, де пізніше побудували Церкву Миколи Чудотворця.

### Домський собор
Талліннський Домський собор вважають найстарішою церквою столиці Естонії. Собор побудовано на місці старої дерев'яної церкви, перші згадки про яку сягають 1233 року. Через десять років після побудови церкви почалося будівництво кам'яного храму. Вежу Домського собору побудовано у стилі бароко, численні каплиці належать до пізніших архітектурних стилів.
Серед похованих у цьому соборі чимало знаменитих людей, як-от Понтус Делагарді (шведський полководець) і його дружина Софія Гулленхельм, адмірал Самуїла Грейга, а також відомий мореплавець Адам Йоханн фон Крузенштерн.

### Церква Святого Миколая
Координати: 59°26′9″ пн. ш. 24°44′34″ сх. д. / 59.43583° пн. ш. 24.74278° сх. д.
Церква Нігулісте (церква Святого Миколая) — лютеранська церква-музей, розташована в Старому місті. Храм названий на честь покровителя всіх мореплавців — святого Миколая, його заснували німецькі купці в XIII столітті.

### Церква Святого Олафа
Координати: 59°26′29″ пн. ш. 24°44′52″ сх. д. / 59.44139° пн. ш. 24.74778° сх. д.
Найвища споруда в Середньовічній Європі. Побудована в готичному стилі. Перші згадки відносяться до 1267 року. Висота шпиля — 124 метри. Для туристів відкритий оглядовий майданчик, звідки можна помилуватися стародавнім Таллінном.

### Домініканський монастир
Домініканці заснували свій монастир у Таллінні в 1246 році. Найпомітнішою будівлею в цьому типовому монастирському комплексі стала церква Св. Катарини (Катерини), побудована імовірно в кінці XIV століття. За площею їй не було рівних у середньовічному Нижньому місті. З перших років існування монастиря при ньому неофіційно діяла школа. Монастирська будівля неодноразово перебудовувалося і розширювалося, останній раз — в XVI столітті.
Фатальну роль у долі монастиря зіграла лютеранська Реформація: в 1525 році міська влада примусила ченців полишити Таллінн, а в 1531 році внаслідок пожежі в закинутій церкві, від будівлі залишилися руїни. Нині від монастирського комплексу збереглася лише західна стіна з двома порталами, частина південної стіни з фрагментами трьох контрфорсів, віконними прорізами і нижньою частиною південно-східної вежі, а також фрагменти північної стіни.

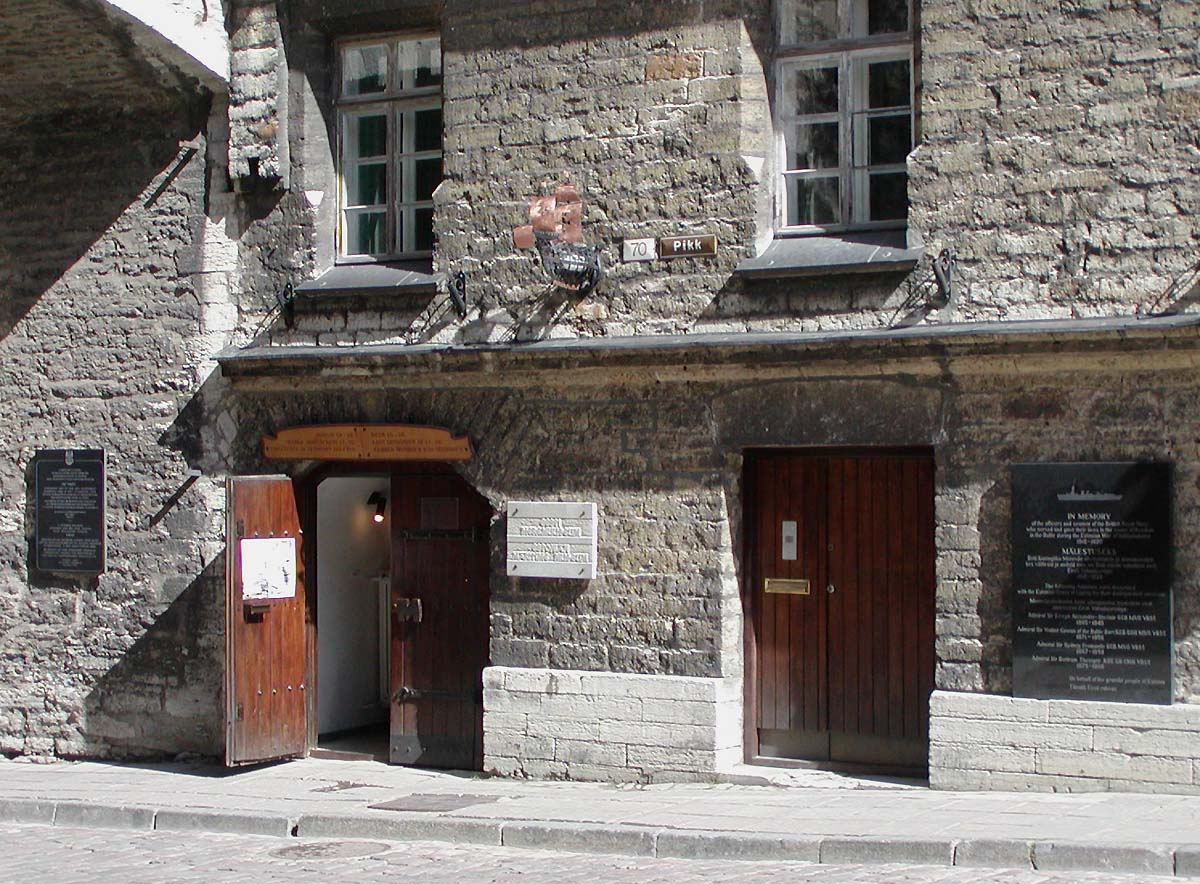
Вхід до Морського музею

Наразі тут виставляються роботи середньовічних каменярів, влаштовуються виставки та концерти.

### Музеї
- Морський музей Естонії
- Музей Куму
- Естонський історичний музей
- Естонський музей просто неба
- Музей окупацій
- Музей заборонених книжок

### Театри
- Національна опера «Естонія»;
- Естонський драматичний театр;
- Талліннський міський театр;
- Естонський ляльковий театр;
- Російський драматичний театр;
- Російський молодіжний театр.

### Бібліотеки
- Національна бібліотека Естонії
- Академічна бібліотека Талліннського університету

### Музика
У Таллінні є відкритий концертний майданчик Талліннське співоче поле.

## Особи, пов'язані з містом Таллінн
- Куфальдт Георг Фрідріх (1853—1938), паркобудівник.

### Уродженці
- Ельза Вагнер (1881—1975) — німецька театральна та акторка кіно.
- Пауль Пінна (1884—1949) — естонський актор та театральний режисер.
- Оскар Калліс (1892—1918) — естонський художник, один із головних представників естонського національного романтизму.
- Антс Ескола (1908—1989) — естонський і радянський актор та співак.
- Олев Ескола (1914—1990) — естонський і радянський актор.
- Антс Кальюранд (1917—1951) — естонський партизан, учасник опору проти окупації СРСР.
- Юрі Ярвет (1919—1995) — радянський і естонський актор театру і кіно.
- Ільмар Лаабан (1921—2000) — естонський поет та публіцист.
- Бруно Оя (1933—2002) — радянський, естонський та польський кіноактор, співак, музикант, композитор та автор пісень.
- Ліліан Малкіна (* 1938) — радянська, російська і чеська актриса театру та кіно.
- Міківер Мікк (1937—2006) — естонський кіноактор та театральний режисер, драматург.
- Даґмар Нормет (1921—2008) — естонська письменниця та перекладачка.
- Гаральд Таммер (1899—1942) — естонський спортсмен та журналіст, бронзовий призер Літніх Олімпійських ігор 1924 року.

### Померли
- Левицький Павло Павлович (1859—1938) — діяч російського та українського флоту.
- Ханс Леесмент — лікар-офіцер Естонської армії під час війни за незалежність, президент Естонського Червоного хреста.
- Рудольф Рейман — офіцер Естонської армії під час війни за незалежність, начальник інтендантської служби.
- Рудольф Ріівес — в. о. командира Піхотного батальйона Купер'янова, депутат Рійгікогу.
- Яан Рінк — полковник Естонської армії під час війни за незалежність.
- Йохан Унт — офіцер Естонської армії під час війни за незалежність, начальник гарнізону Таллінна.

## Міста-побратими
- Дартфорд, Велика Британія
- Ньюкасл-апон-Тайн, Велика Британія
- Лос-Гатос, Каліфорнія, США
- Аннаполіс, Меріленд, США
- Торонто, Канада
- Пекін, Китай
- Шверін, Мекленбург — Передня Померанія, Німеччина
- Кіль, Німеччина
- Відень, Австрія
- Гент, Бельгія
- Венеція, Італія
- Флоренція, Італія
- Мальме, Швеція
- Стокгольм, Швеція
- Гельсінкі, Фінляндія
- Котка, Фінляндія
- Турку, Фінляндія
- Рига, Латвія
- Вільнюс, Литва
- Київ, Україна
- Одеса, Україна
- Гронінген, Нідерланди